# Liste des ministres français de la Sécurité
La liste des ministres français de la Sécurité présente la liste des personnalités ayant occupé, au sein d’un gouvernement français, le portefeuille de ministre de la Sécurité ou de responsable de la sûreté générale. Selon les gouvernements, il peut s’agir d’un ministre de plein exercice, d’un ministre délégué ou d’un secrétaire d’État rattaché à un ministre.
Les dates indiquées sont les dates de prise et de cessation des fonctions, qui sont en général la veille de la publication au Journal officiel du décret de nomination. En dehors de ces périodes, les questions relatives à la sécurité sont traitées directement par le ministère de l’Intérieur.

## Second Empire
| Ministre ou secrétaire d'État | Ministre ou secrétaire d'État  | Ministre ou secrétaire d'État  | Intitulé                                         | Faction               | Gouvernement          | Début                 | Fin                   |
| Règne de Napoléon III         | Règne de Napoléon III          | Règne de Napoléon III          | Règne de Napoléon III                            | Règne de Napoléon III | Règne de Napoléon III | Règne de Napoléon III | Règne de Napoléon III |
| ----------------------------- | ------------------------------ | ------------------------------ | ------------------------------------------------ | --------------------- | --------------------- | --------------------- | --------------------- |
|                               | Charles-Marie-Esprit Espinasse | Charles-Marie-Esprit Espinasse | Ministre de l’Intérieur et de la Sûreté générale | Bonapartisme          | IIIe                  | 7 février 1858        | 14 juin 1858          |

## Cinquième République
| Ministre ou secrétaire d’État                     | Ministre ou secrétaire d’État     | Ministre ou secrétaire d’État     | Intitulé                                                                   | Parti politique                   | Ministre de tutelle               | Ministre de tutelle               | Intitulé du ministre                                               | Gouvernement                      | Début                             | Fin                               |
| Présidence de François Mitterrand                 | Présidence de François Mitterrand | Présidence de François Mitterrand | Présidence de François Mitterrand                                          | Présidence de François Mitterrand | Présidence de François Mitterrand | Présidence de François Mitterrand | Présidence de François Mitterrand                                  | Présidence de François Mitterrand | Présidence de François Mitterrand | Présidence de François Mitterrand |
| ------------------------------------------------- | --------------------------------- | --------------------------------- | -------------------------------------------------------------------------- | --------------------------------- | --------------------------------- | --------------------------------- | ------------------------------------------------------------------ | --------------------------------- | --------------------------------- | --------------------------------- |
|                                                   | Joseph Franceschi                 | Joseph Franceschi                 | Secrétaire d’État chargé de la Sécurité publique                           | PS                                |                                   | Gaston Defferre                   | Ministre d’État, ministre de l’Intérieur et de la Décentralisation | Mauroy 2                          | 17 août 1982                      | 24 mars 1983                      |
| Ministre de l’Intérieur et de la Décentralisation | Joseph Franceschi                 | Joseph Franceschi                 | Secrétaire d’État chargé de la Sécurité publique                           | PS                                | Mauroy 3                          | Gaston Defferre                   | 24 mars 1983                                                       | 23 juillet 1984                   |                                   |                                   |
|                                                   | Robert Pandraud                   | Robert Pandraud                   | Ministre délégué à la Sécurité                                             | RPR                               |                                   | Charles Pasqua                    | Ministre de l’Intérieur                                            | Chirac 2                          | 20 mars 1986                      | 12 mai 1988                       |
|                                                   | Paul Quilès                       | Paul Quilès                       | Ministre de l’Intérieur et de la Sécurité publique                         | PS                                | Plein exercice                    | Plein exercice                    | Plein exercice                                                     | Bérégovoy                         | 4 avril 1992                      | 30 mars 1993                      |
| Présidence de Jacques Chirac                      |                                   |                                   |                                                                            |                                   |                                   |                                   |                                                                    |                                   |                                   |                                   |
|                                                   | Nicolas Sarkozy                   | Nicolas Sarkozy                   | Ministre de l’Intérieur, de la Sécurité intérieure et des Libertés locales | UMP                               | Plein exercice                    | Plein exercice                    | Plein exercice                                                     | Raffarin 1                        | 7 mai 2002                        | 17 juin 2002                      |
| Raffarin 2                                        | Nicolas Sarkozy                   | Nicolas Sarkozy                   | Ministre de l’Intérieur, de la Sécurité intérieure et des Libertés locales | UMP                               | Plein exercice                    | Plein exercice                    | Plein exercice                                                     | 17 juin 2002                      | 30 mars 2004                      |                                   |
| Dominique de Villepin                             | Dominique de Villepin             | Raffarin 3                        | Ministre de l’Intérieur, de la Sécurité intérieure et des Libertés locales | UMP                               | Plein exercice                    | Plein exercice                    | Plein exercice                                                     | 31 mars 2004                      | 31 mai 2005                       |                                   |
| Présidence d’Emmanuel Macron                      |                                   |                                   |                                                                            |                                   |                                   |                                   |                                                                    |                                   |                                   |                                   |
|                                                   | Nicolas Daragon                   | Nicolas Daragon                   | Ministre délégué chargé de la Sécurité du quotidien                        | LR                                |                                   | Bruno Retailleau                  | Ministre de l’Intérieur                                            | Barnier                           | 21 septembre 2024                 | 23 décembre 2024                  |

### Décrets
Décrets relatifs à la composition du gouvernement ou aux attributions du ministre, parus au Journal officiel de la République française (JORF), sur Légifrance :
1. ↑  Décret du 17 août 1982 relatif à la composition du gouvernement.
2. ↑  Décret du 24 mars 1983 relatif à la composition du gouvernement.
3. ↑  Décret du 20 mars 1986 portant nomination des membres du gouvernement.
4. ↑  Décret du 4 avril 1992 relatif à la composition du gouvernement.
5. ↑  Décret du 7 mai 2002 relatif à la composition du gouvernement.
6. ↑  Décret du 17 juin 2002 relatif à la composition du gouvernement.
7. ↑  Décret du 31 mars 2004 relatif à la composition du gouvernement.
8. ↑  Décret du 21 septembre 2024 relatif à la composition du gouvernement.

### Autres sources
1. ↑  « Toutes les personnalités ayant occupé le poste de la Catégorie Sécurité » , Base de données historiques des gouvernements et Présidents des assemblées parlementaires (Régimes politiques français depuis 1789), Assemblée nationale (consulté le 19 mars 2025).